# Bistum Tambura-Yambio

Übersicht über die Bistümer in Sudan und Südsudan; Nr. 6 ist das Bistum Tambura-Yambio

Das römisch-katholische Bistum Tambura-Yambio (lat.: Dioecesis Tomburaensis-Yambioensis) umfasst die Distrikte Tambura, Yambio und Maridi des südsudanesischen Bundesstaates Western Equatoria.

## Geschichte
Am 3. März 1949 wurde die Apostolische Präfektur Mupio gegründet. Sie gab Teile ihres Territoriums am 3. Juli 1955, zusammen mit den Apostolischen Vikariaten Bahr al-Dschabal und Bahr al-Ghazal, an das neu errichtete Apostolische Vikariat Rumbek ab. Am 12. Dezember 1974 wurde das Apostolische Vikariat Mupio unter dem Namen Tambura zur Diözese erhoben. Der Name änderte sich am 21. Februar 1987 in Tambura-Yambio.

## Bischöfe
Apostolische Vikare von Mupio (1949–1974)
- Domenico Ferrara MCCI (11. März 1949–18. April 1973)

Bischöfe von Tambura/Tambura-Yambio (ab 1974)
- Joseph Abangite Gasi (12. Dezember 1974–19. April 2008)
- Edward Hiiboro Kussala (seit 19. April 2008)

## Pfarreien
In folgenden Orten haben Pfarreien ihren Sitz:
- Yambio (gegründet um 1951)
- Tambura (gegründet um 1950)
- Mupoi (gegründet um 1912)
- Yubu (gegründet um 1923)
- Maringindo (gegründet 1950)
- Rimenze (gegründet um 1951)
- Naandi (gegründet um 1946)
- Nzara (gegründet um 1951)
- Li - Raugu (gegründet um 1954)
- Ezo (gegründet um 1954)
- Maridi (gegründet um 1953)
- Ibba (gegründet um 1988)